# Kenny Baker
Kenneth George "Kenny" Baker (Birmingham, Anglaterra, 24 d'agost de 1934 - Preston, Lancashire, Anglaterra, 13 d'agost de 2016), fou un actor que es va dedicar al món de l'espectacle i al cinema juntament amb el seu amic Jack Purvis, i famós per interpretar a l'androide R2-D2 en la saga cinematogràfica Star Wars.
Les seves interpretacions en el món del cinema van ser majoritàriament petits papers, destacant Circus of Horrors (1960). El 1977 va treballar a Wombling Free, però aquest any va tenir el seu paper més important, interpretant al mundialment famós robot R2-D2 a Una nova esperança de George Lucas, repetint paper en L'Imperi Contraataca de 1980 i en El retorn del jedi de 1983. En aquesta saga compartiria gran part de les seves escenes amb l'actor Anthony Daniels, qui interpreta l'inseparable robot C-3PO. Cal destacar que en aquesta saga, Purvis va aparèixer en les tres pel·lícules fent diferents papers petits.
També va aparèixer en L'home Elefant, Flash Gordon (ambdues de 1980), a la sèrie de TV El geperut de Notre-Dame (1982), Amadeus (1984), "Mona Lisa" (1986), tornant a treballar amb George Lucas en Dins del laberint (1986). Els seus papers repetien la constant en pel·lícules de relats i contes fantàstics en la seva majoria (Willow 1988, etc.).
Va tornar a ser cridat a files per George Lucas per tornar a interpretar a R2-D2 en L'amenaça fantasma el 1999, tornant a trobar-se amb el seu company de repartiment Anthony Daniels, actuant tots dos també en L'atac dels clons (2002) i La venjança dels Sith (2005), amb el qual es van consolidar com els personatges que han actuat a totes les pel·lícules de la saga Star Wars.